# 雅努什·鲁日茨基
雅努什·鲁日茨基（波蘭語：Janusz Różycki，1939年5月10日—），波兰男子击剑运动员。他曾代表波兰参加1960年和1964年夏季奥林匹克运动会击剑比赛，其中1964年奥运会获得一枚银牌。